# Cleistopetalum borneense
Cleistopetalum borneense là loài thực vật có hoa thuộc họ Na. Loài này được H.Okada mô tả khoa học đầu tiên năm 1996.